# Jan Łobaszewski
Jan Łobaszewski (ur. 21 marca 1921 w Wilnie, zm. 8 maja 1989) – działacz komunistyczny, żołnierz radziecki, oficer UB, zastępca szefa Wojewódzkiego Urzędu Bezpieczeństwa Publicznego (WUBP) w Krakowie w latach 1954–1956.

## Życiorys
Absolwent wileńskiej szkoły powszechnej i warszawskiej Szkoły Spółdzielczej. Z zawodu księgowy. W czasie sowieckiej okupacji Kresów Wschodnich wstąpił do Komsomołu i WKP(b), a w 1941 wstąpił do Armii Czerwonej i walczył na froncie niemiecko-radzieckim. 15 grudnia 1947 został p.o. naczelnikiem Wydziału IV WUBP w Gdańsku, a w listopadzie 1949 szefem PUBP w Gdańsku. Od 27 listopada 1952 do 1 sierpnia 1953 słuchacz Kursu Aktywu Kierowniczego Ośrodka Szkoleniowego MBP, następnie instruktor w Kierownictwie ds. Szkolenia WUBP w Krakowie. Od 1 lipca 1954 zastępca szefa WUBP w Krakowie, 1 stycznia 1955 przemianowanego na Wojewódzki Urząd ds. Bezpieczeństwa Publicznego. 30 czerwca 1956 zwolniony, 3 października 1957 ponownie przyjęty i mianowany inspektorem Wydziału Szkół i Szkolenia Departamentu Kadr i Szkolenia MSW. 16 stycznia 1958 zwolniony. W latach 1960-1968 służył w Szefostwie WSW w Warszawie.
Był odznaczony Orderem Czerwonej Gwiazdy, Medalem „Za zasługi bojowe”, Medalem „Za Odrę, Nysę, Bałtyk”, Medalem „Za zwycięstwo nad Niemcami w Wielkiej Wojnie Ojczyźnianej 1941–1945”, Medalem Zwycięstwa i Wolności 1945, Złotym Krzyżem Zasługi, Medalem 10-lecia Polski Ludowej i Odznaką „10 Lat w Służbie Narodu”.
Od 1950 był mężem działaczki ludowej, partyzantki BCh i AL Marii z d. Sidor, siostry Kazimierza Sidora.